# Bad World Tour
A Bad World Tour Michael Jackson első világ körüli turnéja szólóénekesként. 1987. szeptember 12. és 1989. január 27. között zajlott, tizenhat hónapon át; Japánban, Ausztráliában, az Amerikai Egyesült Államokban és Európában. Szponzora a PepsiCo volt. A 123 koncertet 4,4 millióan látták, összesen 15 országban. Összesen 125 millió USD bevételt hozott, ezzel bekerült a Guinness Rekordok Könyvébe mint  legtöbb bevételt hozó és mint legtöbb nézőt vonzó turné. Csak az Egyesült Államokban, ahol Jackson 54 koncertet adott a turné keretén belül, ez lett 1988-89 hatodik legtöbb bevételt hozó turnéja, összesen 20,3 millió dollár bevétellel.
1989 áprilisában jelölték Az év turnéja, 1988 díjra az International Rock Awards díjkiosztón. A díjat végül az Amnesty International nyerte, de Jackson első szólóturnéja így is a történelem legnagyobb, legsikeresebb turnéja volt.
Az Egyesült Államokban Jackson minden koncert előtt gondoskodott róla, hogy 400 jegyet rászoruló gyermekek kapjanak; ezeket kórházak, gyermekotthonok és jótékonysági szervezetek közt osztották szét. Jackson a bevételekből is adakozott jótékony célra.
Megerősített hírek szerint az 1988. július 16-án előadott koncertje (amelyet még a királyi család is figyelemmel kísért) DVD megjelenést kap a Bad album 25. évfordulójának alkalmából. A DVD egy Deluxe csomag része amely a következőket tartalmazza:
CD1Eredeti Bad album újrakeverve.
CD2Korábban sose hallott demók, remixek.
CD3A Wembley-i előadás hanganyaga Július 16-ról.
DVDA korábban említett Wembley 1988 előadása Michael személyes VHS-éről lemásolva és feljavított minőségben. (Ha a koncert 35mm-es kamerával lett rögzítve, várható a Blu-Ray kiadás is.)(Július 16-án a The Way You Make Me Feel nem lett előadva.)

## Dalok listája
| Első szakasz 1. Wanna Be Startin’ Somethin’ 2. Things I Do for You 3. Off the Wall 4. Human Nature 5. Heartbreak Hotel 6. She’s Out of My Life 7. Jackson 5 Medley - I Want You Back - The Love You Save - I'll Be There 8. Rock with You 9. Lovely One 10. Bad Groove Interlude 11. Workin’ Day and Night 12. Beat It 13. Billie Jean 14. Shake Your Body (Down to the Ground) 15. Thriller 16. I Just Can’t Stop Loving You (Duett Sheryl Crow háttérénekessel) 17. Bad | Második szakasz 1. Wanna Be Startin’ Somethin’ 2. Heartbreak Hotel 3. Another Part of Me 4. I Just Can’t Stop Loving You (Duett Sheryl Crow háttérénekessel) 5. She’s Out of My Life 6. Jackson 5 Medley - I Want You Back - Stop! The Love You Save - I’ll Be There 7. Rock with You 8. Human Nature 9. Smooth Criminal 10. Dirty Diana 11. Thriller 12. Bad Groove Interlude 13. Workin’ Day and Night 14. Beat It 15. Billie Jean 16. Bad 17. The Way You Make Me Feel (Ráadás) 18. Man in the Mirror (Ráadás) |

Az 1988-as tokiói koncertsorozat kezdetekor a dalok listájában megváltozott a sorrend
Második szakasz 1988 decembere után
1. Wanna Be Startin’ Somethin’
2. Heartbreak Hotel
3. Another Part of Me
4. Human Nature
5. Smooth Criminal
6. I Just Can’t Stop Loving You (Duett Sheryl Crow háttérénekessel)
7. She’s Out of My Life
8. Jackson 5 Medley
  - I Want You Back
  - Stop! The Love You Save
  - I’ll Be There
9. Rock with You
10. Thriller
11. Bad Groove Interlude
12. Workin’ Day and Night
13. Beat It
14. Billie Jean
15. Bad
16. The Way You Make Me Feel (Ráadás)
17. Man in the Mirror (Ráadás)

A Dirty Diana, The Way You Make Me Feel és a Man in the Mirror dalokat nem minden alkalommal adta elő.
- A második szakasz második, New York-i előadáslistáján nem szerepelt a The Way You Make Me Feel.
- A barcelonai előadás a Bad számmal zárult.
- Az első londoni koncerten Diana hercegné jelenléte miatt a Dirty Dianát nem adta elő, majd a második koncerten visszakerült a listára.
- A tokiói koncertsorozattól fogva a Dirty Diana már nem szerepelt a dalok listáján.
- A Bad Groove Interlude kizárólag a Bad World Tour alatt szerepelt, ez tulajdonképpen a Workin’ Day and Night szám előtti 10-15 perces szünet, mialatt Michael magára veszi a Beat It és a Workin’ Day and Night alatt viselt ruhát (amivel magyarázható a gyors ruhacsere a két szám között), ezalatt a zenészek improvizálnak a színpadon különböző zenedarabokat előadva. Későbbi turnéjain videóbejátszások helyettesítették.

## Turnédátumok
| #                 | Dátum                | Város           | Ország                    | Helyszín                                            | Nézőszám |
| ----------------- | -------------------- | --------------- | ------------------------- | --------------------------------------------------- | -------- |
| Első szakasz      |                      |                 |                           |                                                     |          |
| Japán I.          |                      |                 |                           |                                                     |          |
| 1                 | 1987. szeptember 12. | Tokió           | Japán                     | Korakuen Stadium                                    | 45 000   |
| 2                 | 1987. szeptember 13. | Tokió           | Japán                     | Korakuen Stadium                                    | 45 000   |
| 3                 | 1987. szeptember 14. | Tokió           | Japán                     | Korakuen Stadium                                    | 45 000   |
| 4                 | 1987. szeptember 19. | Oszaka          | Japán                     | Hankyu Nishinomiya Stadium                          | 48 000   |
| 5                 | 1987. szeptember 20. | Oszaka          | Japán                     | Hankyu Nishinomiya Stadium                          | 48 000   |
| 6                 | 1987. szeptember 21. | Oszaka          | Japán                     | Hankyu Nishinomiya Stadium                          | 48 000   |
| 7                 | 1987. szeptember 25. | Jokohama        | Japán                     | Yokohama Stadium                                    | 38 000   |
| 8                 | 1987. szeptember 26. | Jokohama        | Japán                     | Yokohama Stadium                                    | 38 000   |
| 9                 | 1987. szeptember 27. | Jokohama        | Japán                     | Yokohama Stadium                                    | 38 000   |
| 10                | 1987. október 3.     | Jokohama        | Japán                     | Yokohama Stadium                                    | 38 000   |
| 11                | 1987. október 4.     | Jokohama        | Japán                     | Yokohama Stadium                                    | 38 000   |
| 12                | 1987. október 10.    | Oszaka          | Japán                     | Osaka Stadium                                       | 32 000   |
| 13                | 1987. október 11.    | Oszaka          | Japán                     | Osaka Stadium                                       | 32 000   |
| 14                | 1987. október 12.    | Oszaka          | Japán                     | Osaka Stadium                                       | 32 000   |
| Ausztrália        |                      |                 |                           |                                                     |          |
| 15                | 1987. november 13.   | Melbourne       | Ausztrália                | Olympic Park Stadium                                | 45 000   |
| 16                | 1987. november 20.   | Sydney          | Ausztrália                | Parramatta Stadium                                  | 45 000   |
| 17                | 1987. november 21.   | Sydney          | Ausztrália                | Parramatta Stadium                                  | 45 000   |
| 18                | 1987. november 25.   | Brisbane        | Ausztrália                | Entertainment Centre                                | 13 500   |
| 19                | 1987. november 28.   | Brisbane        | Ausztrália                | Entertainment Centre                                | 13 500   |
| Második szakasz   |                      |                 |                           |                                                     |          |
| Észak-Amerika I   |                      |                 |                           |                                                     |          |
| 20                | 1988. február 23.    | Kansas City     | Amerikai Egyesült Államok | Kemper Arena                                        | 16 960   |
| 21                | 1988. február 24.    | Kansas City     | Amerikai Egyesült Államok | Kemper Arena                                        | 16 960   |
| 22                | 1988. március 3.     | New York City   | Amerikai Egyesült Államok | Madison Square Garden                               | 19 000   |
| 23                | 1988. március 4.     | New York City   | Amerikai Egyesült Államok | Madison Square Garden                               | 19 000   |
| 24                | 1988. március 5.     | New York City   | Amerikai Egyesült Államok | Madison Square Garden                               | 19 000   |
| 25                | 1988. március 12.    | St. Louis       | Amerikai Egyesült Államok | St. Louis Arena                                     | 18 000   |
| 26                | 1988. március 13.    | St. Louis       | Amerikai Egyesült Államok | St. Louis Arena                                     | 18 000   |
| 27                | 1988. március 18.    | Indianapolis    | Amerikai Egyesült Államok | Market Square Arena                                 | 17 000   |
| 28                | 1988. március 19.    | Indianapolis    | Amerikai Egyesült Államok | Market Square Arena                                 | 17 000   |
| 29                | 1988. március 20.    | Louisville      | Amerikai Egyesült Államok | Freedom Hall                                        | 19 000   |
| 30                | 1988. március 23.    | Denver          | Amerikai Egyesült Államok | McNichols Sports Arena                              | 20 125   |
| 31                | 1988. március 24.    | Denver          | Amerikai Egyesült Államok | McNichols Sports Arena                              | 20 125   |
| 32                | 1988. március 30.    | Hartford        | Amerikai Egyesült Államok | Hartford Civic Center                               | 15 060   |
| 33                | 1988. március 31.    | Hartford        | Amerikai Egyesült Államok | Hartford Civic Center                               | 15 060   |
| 34                | 1988. április 1.     | Hartford        | Amerikai Egyesült Államok | Hartford Civic Center                               | 15 060   |
| 35                | 1988. április 8.     | Houston         | Amerikai Egyesült Államok | The Summit                                          | 17 000   |
| 36                | 1988. április 9.     | Houston         | Amerikai Egyesült Államok | The Summit                                          | 17 000   |
| 37                | 1988. április 10.    | Houston         | Amerikai Egyesült Államok | The Summit                                          | 17 000   |
| 38                | 1988. április 13.    | Atlanta         | Amerikai Egyesült Államok | The Omni                                            | 17 000   |
| 39                | 1988. április 14.    | Atlanta         | Amerikai Egyesült Államok | The Omni                                            | 17 000   |
| 40                | 1988. április 15.    | Atlanta         | Amerikai Egyesült Államok | The Omni                                            | 17 000   |
| 41                | 1988. április 19.    | Chicago         | Amerikai Egyesült Államok | Rosemont Horizon                                    | 20 000   |
| 42                | 1988. április 20.    | Chicago         | Amerikai Egyesült Államok | Rosemont Horizon                                    | 20 000   |
| 43                | 1988. április 21.    | Chicago         | Amerikai Egyesült Államok | Rosemont Horizon                                    | 20 000   |
| 44                | 1988. április 25.    | Dallas          | Amerikai Egyesült Államok | Reunion Arena                                       | 19,000   |
| 45                | 1988. április 26.    | Dallas          | Amerikai Egyesült Államok | Reunion Arena                                       | 19,000   |
| 46                | 1988. április 27.    | Dallas          | Amerikai Egyesült Államok | Reunion Arena                                       | 19,000   |
| 47                | 1988. május 4.       | Minneapolis     | Amerikai Egyesült Államok | Met Center                                          | 16 890   |
| 48                | 1988. május 5.       | Minneapolis     | Amerikai Egyesült Államok | Met Center                                          | 16 890   |
| 49                | 1988. május 6.       | Minneapolis     | Amerikai Egyesült Államok | Met Center                                          | 16 890   |
| Európa            |                      |                 |                           |                                                     |          |
| 50                | 1988. május 23.      | Róma            | Olaszország               | Flaminio Stadium                                    | 35 000   |
| 51                | 1988. május 24.      | Róma            | Olaszország               | Flaminio Stadium                                    | 35 000   |
| 52                | 1988. május 29.      | Turin           | Olaszország               | Stadio Comunale di Torino                           | 53 600   |
| 53                | 1988. június 2.      | Bécs            | Ausztria                  | Prater Stadium                                      | 55 000   |
| 54                | 1988. június 5.      | Rotterdam       | Hollandia                 | Feijenoord Stadium                                  | 48 400   |
| 55                | 1988. június 6.      | Rotterdam       | Hollandia                 | Feijenoord Stadium                                  | 48 400   |
| 56                | 1988. június 7.      | Rotterdam       | Hollandia                 | Feijenoord Stadium                                  | 48 400   |
| 57                | 1988. június 11.     | Göteborg        | Svédország                | Eriksburg Shipyard                                  | 53 000   |
| 58                | 1988. június 12.     | Göteborg        | Svédország                | Eriksburg Shipyard                                  | 53 000   |
| 59                | 1988. június 16.     | Bázel           | Svájc                     | St. Jakob stadion                                   | 50 000   |
| 60                | 1988. június 19.     | Berlin          | Németország               | Platz der Republik (Reichstag Building/Berlin Wall) | 50 000   |
| 61                | 1988. június 27.     | Párizs          | Franciaország             | Parc des Princes Stadium                            | 64 000   |
| 62                | 1988. június 28.     | Párizs          | Franciaország             | Parc des Princes Stadium                            | 64 000   |
| 63                | 1988. július 1.      | Hamburg         | Németország               | Volkspark Stadium                                   | 50 000   |
| 64                | 1988. július 3.      | Köln            | Németország               | Mungersdorfer Stadium                               | 70 000   |
| 65                | 1988. július 8.      | München         | Németország               | Olimpiai Stadion                                    | 72 000   |
| 66                | 1988. július 10.     | Hockenheim      | Németország               | Hockenheimring                                      | 80 000   |
| 67                | 1988. július 14.     | London          | Anglia                    | Wembley Stadium                                     | 72 000   |
| 68                | 1988. július 15.     | London          | Anglia                    | Wembley Stadium                                     | 72 000   |
| 69                | 1988. július 16.     | London          | Anglia                    | Wembley Stadium                                     | 72 000   |
| 70                | 1988. július 22.     | London          | Anglia                    | Wembley Stadium                                     | 72 000   |
| 71                | 1988. július 23.     | London          | Anglia                    | Wembley Stadium                                     | 72 000   |
| 72                | 1988. július 26.     | Cardiff         | Wales                     | Cardiff Arms Park                                   | 55 000   |
| 73                | 1988. július 30.     | Cork            | Írország                  | Páirc Uí Chaoimh                                    | 60 000   |
| 74                | 1988. július 31.     | Cork            | Írország                  | Páirc Uí Chaoimh                                    | 60 000   |
| 75                | 1988. augusztus 5.   | Marbella        | Spanyolország             | Municipal Stadium                                   | 28 000   |
| 76                | 1988. augusztus 7.   | Madrid          | Spanyolország             | Vicente Calderón Stadion                            | 60 000   |
| 77                | 1988. augusztus 9.   | Barcelona       | Spanyolország             | Nou Camp Stadium                                    | 90 000   |
| 78                | 1988. augusztus 11.  | Nice            | Franciaország             | Stade Charles Ehrmann                               | 50 000   |
| 79                | 1988. augusztus 14.  | Montpellier     | Franciaország             | Stade Richter                                       | ?        |
| 80                | 1988. augusztus 19.  | Lausanne        | Svájc                     | La Pontaise                                         | 45 000   |
| 81                | 1988. augusztus 21.  | Würzburg        | Németország               | Talavera Wiesen                                     | 43 000   |
| 82                | 1988. augusztus 23.  | Werchter        | Belgium                   | Festival Grounds                                    | 55 000   |
| 83                | 1988. augusztus 26.  | London          | Anglia                    | Wembley Stadium                                     | 72 000   |
| 84                | 1988. augusztus 27.  | London          | Anglia                    | Wembley Stadium                                     | 72 000   |
| 85                | 1988. augusztus 29.  | Leeds           | Anglia                    | Roundhay Park                                       | 90 000   |
| 86                | 1988. szeptember 2.  | Hannover        | Németország               | Niedersachsen Stadium                               | 40 000   |
| 87                | 1988. szeptember 4.  | Gelsenkirchen   | Németország               | Park Stadium                                        | 52 000   |
| 88                | 1988. szeptember 6.  | Linz            | Ausztria                  | Linzer Stadium                                      | 40 000   |
| 89                | 1988. szeptember 10. | Milton Keynes   | Anglia                    | The Bowl                                            | 60 000   |
| 90                | 1988. szeptember 11. | Liverpool       | Anglia                    | Aintree Racecourse                                  | 125 000  |
| Észak-Amerika II  |                      |                 |                           |                                                     |          |
| 91                | 1988. szeptember 26. | Pittsburgh      | Amerikai Egyesült Államok | Civic Arena                                         | 16 230   |
| 92                | 1988. szeptember 27. | Pittsburgh      | Amerikai Egyesült Államok | Civic Arena                                         | 16 230   |
| 93                | 1988. szeptember 28. | Pittsburgh      | Amerikai Egyesült Államok | Civic Arena                                         | 16 230   |
| 94                | 1988. október 3.     | East Rutherford | Amerikai Egyesült Államok | Meadowlands Arena                                   | 20 350   |
| 95                | 1988. október 4.     | East Rutherford | Amerikai Egyesült Államok | Meadowlands Arena                                   | 20 350   |
| 96                | 1988. október 6.     | East Rutherford | Amerikai Egyesült Államok | Meadowlands Arena                                   | 20 350   |
| 97                | 1988. október 10.    | Cleveland       | Amerikai Egyesült Államok | Richfield Coliseum                                  | 19 000   |
| 98                | 1988. október 11.    | Cleveland       | Amerikai Egyesült Államok | Richfield Coliseum                                  | 19 000   |
| 99                | 1988. október 13.    | Washington      | Amerikai Egyesült Államok | Capital Centre                                      | 17 470   |
| 100               | 1988. október 17.    | Washington      | Amerikai Egyesült Államok | Capital Centre                                      | 17 470   |
| 101               | 1988. október 18.    | Washington      | Amerikai Egyesült Államok | Capital Centre                                      | 17 470   |
| 102               | 1988. október 19.    | Washington      | Amerikai Egyesült Államok | Capital Centre                                      | 17 470   |
| 103               | 1988. október 24.    | Detroit         | Amerikai Egyesült Államok | The Palace of Auburn Hills                          | 16 670   |
| 104               | 1988. október 25.    | Detroit         | Amerikai Egyesült Államok | The Palace of Auburn Hills                          | 16 670   |
| 105               | 1988. október 26.    | Detroit         | Amerikai Egyesült Államok | The Palace of Auburn Hills                          | 16 670   |
| 106               | 1988. november 7.    | Irvine          | Amerikai Egyesült Államok | Irvine Meadows Amphitheater                         | 15 000   |
| 107               | 1988. november 8.    | Irvine          | Amerikai Egyesült Államok | Irvine Meadows Amphitheater                         | 15 000   |
| 108               | 1988. november 9.    | Irvine          | Amerikai Egyesült Államok | Irvine Meadows Amphitheater                         | 15 000   |
| 109               | 1988. november 13.   | Los Angeles     | Amerikai Egyesült Államok | Memorial Sports Arena                               | 18 000   |
| Japán II          |                      |                 |                           |                                                     |          |
| 110               | 1988. december 9.    | Tokió           | Japán                     | Tokyo Dome                                          | 45 000   |
| 111               | 1988. december 10.   | Tokió           | Japán                     | Tokyo Dome                                          | 45 000   |
| 112               | 1988. december 11.   | Tokió           | Japán                     | Tokyo Dome                                          | 45 000   |
| 113               | 1988. december 17.   | Tokió           | Japán                     | Tokyo Dome                                          | 45 000   |
| 114               | 1988. december 18.   | Tokió           | Japán                     | Tokyo Dome                                          | 45 000   |
| 115               | 1988. december 19.   | Tokió           | Japán                     | Tokyo Dome                                          | 45 000   |
| 116               | 1988. december 24.   | Tokió           | Japán                     | Tokyo Dome                                          | 45 000   |
| 117               | 1988. december 25.   | Tokió           | Japán                     | Tokyo Dome                                          | 45 000   |
| 118               | 1988. december 26.   | Tokió           | Japán                     | Tokyo Dome                                          | 45 000   |
| Észak-Amerika III |                      |                 |                           |                                                     |          |
| 119               | 1989. január 16.     | Los Angeles     | Amerikai Egyesült Államok | Memorial Sports Arena                               | 18 000   |
| 120               | 1989. január 17.     | Los Angeles     | Amerikai Egyesült Államok | Memorial Sports Arena                               | 18 000   |
| 121               | 1989. január 18.     | Los Angeles     | Amerikai Egyesült Államok | Memorial Sports Arena                               | 18 000   |
| 122               | 1989. január 26.     | Los Angeles     | Amerikai Egyesült Államok | Memorial Sports Arena                               | 18 000   |
| 123               | 1989. január 27.     | Los Angeles     | Amerikai Egyesült Államok | Memorial Sports Arena                               | 18 000   |

## Előadók
| - Vezető énekes, táncos és koreográfus: Michael Jackson - Zenei rendező: Greg Phillinganes - Zenei rendező asszisztens, Hangmérnök: Kevin Dorsey - Háttér táncosok: LaVelle Smith Jnr, Dominic Lucero, Evaldo Garcia, Randy Allaire - Háttér énekesek: Kevin Dorsey, Darryl Phinnessee, Dorian Holley, Sheryl Crow | - Billentyűs: Greg Phillinganes, Rory Kaplan - Synclavier synthesiser: Christopher Currell - Digitális gitár: Christopher Currell - Hang effektek: Christopher Currell - Dobok: Ricky Lawson - Gitár: Jennifer Batten, Jon Clark, Steve Stevens (csak 1988-as New York-i előadáson) - Basszusgitár: Don Boyette - Keytar: Don Boyette |